# SegaSonic the Hedgehog
SegaSonic the Hedgehog, ook wel bekend als Sonic Arcade, Sonic the Arcade en SEGASONIC Arcade, is een arcadespel uit de Sonic the Hedgehog-franchise. Het spel werd uitgebracht in 1993.

## Achtergrond
Het spel was Sonic the Hedgehog's eerste grote arcadespel. Naast Sonic deden nog twee personages mee in het spel:
Ray The Flying Squirrel en Mighty the Armadillo. Mighty is een van de oudste personages van de Sonic-franchise.
In het spel zijn Sonic, Ray en Mighty gevangengenomen door Dr. Eggman en moeten nu zien te ontsnappen van zijn eiland.
SegaSonic the Hedgehog zou oorspronkelijk onderdeel moeten worden van het compilatiespel Sonic Gems Collection, maar werd hier uit gelaten daar het spel moest worden bestuurd met een trackball.

## Gameplay
Het hoofddoel in het spel is het einde van een isometrisch parcours te halen zonder een leven te verliezen. Er zijn geen verschillende plateaus om naartoe te springen zoals in de meeste andere Sonic-spellen. Het parcours is volgestopt met hindernissen die een speler energie kosten.
De personages worden bestuurd met een enkele knop waarmee de speler het personage kan laten springen, en een trackball om het personage te laten bewegen.
Het spel was het eerste sonic-spel waarin de personages dialogen hadden. Het was ook het eerste sonic-spel waarin een ijslevel voorkwam, wat later standaard werd voor vrijwel alle Sonic-spellen.

## Levels
Het spel bevat zeven levels:
1. Volcanic Vault
2. Icy Isle
3. Desert Dodge
4. Trap Tower
5. Landslide Limbo
6. Wild Water Way
7. Eggman's Tower